# روبنسون كروزو (فلم 1902)
روبنسون كروزو (بالفرنسية: Les aventures de Robinson Crusoë) هو فيلم أبيض وأسود فرنسي صامت من إنتاج عام 1902 من إخراج جورج ميلييس ، استنادًا إلى كتاب دانييل ديفو عام 1719 الذي يحمل نفس الاسم. تحكي قصة حياة رجل والصعوبات التي يوجهها في جزيرة مهجورة.

## ملخص الفيلم
بعد غرق سفينة البحار روبنسون كروزو يرفئ في إحدى الجزر ويجمع ما يمكنه من المؤن من الحطام، بما في ذلك الكلب والقط ، وهما الناجون الآخرون الوحيدون من الكارثة. بعد الإشارة إلى سفينة عابرة دون جدوى بنى روبنسون كروزو على الجزيرة كوخًا.
في مكان آخر من الجزيرة عند قاعدة منحدر أخذ سكان آكلي لحوم البشر الأسرى وأكلهم جميعهم باستثناء واحد. إنهم على وشك قتل آخر سجين عندما يظهر كروزو ويخيفهم بإطلاق النار. يتولى كروزو مسؤولية السجين ويطلق عليه اسم فرايدي. يتسلق الاثنان الجرف ، ويقاتلان السكان الأصليين ويهاجمهم، يأخذ القتال طريقه من أعلى الجرف إلى الكوخ. تمكن فرايدي وكروزو معًا من قتل جميع مهاجميهم من السكان الأصليين، أخيرًا أصبح كروزو صديقًا فرايدي ويعلمه بعض المهارات، جنبًا إلى جنب مع الكلب والقط بالإضافة إلى ببغاء وماعز. ومن ثم يشرع الأثنين في بناء زورقًا معًا وغير أنهما يواجهون إعصارًا قوي لا يصدم كوخهم الصغير أمامه ويتحطم، ثم ينتقل الاثنين ليصطادون ويبحرون حول الجزيرة.
بعد خمسة وعشرين عامًا من غرق سفينة كروزو هبط بعض البحارة على الجزيرة ؛ تمردوا وسجنوا قبطان سفينتهم ورجاله، ويطلقون فرايدي وكروزو سراح السجناء ويهاجمون المتمردين، ومن ثم سمح القبطان لفرايدي وكروزو بالصعود إلى السفينة وإعادتهم إلى إنجلترا، بعد وصولهم إلى ساوثهامبتون، يعود كروزو إلى منزله مصطحباً معه فرايدي ويلتقي بزوجته وأطفاله وعائلته.

## روابط خارجية
- روبنسون كروزو  في قاعدة بيانات الأفلام على الإنترنت (بالإنجليزية)